# Ďorge Ivanov
Ďorge Ivanov (makedonsky Ѓорге Иванов, * 2. května 1960 Valandovo) je severomakedonský politik, který byl 5. dubna 2009 jako nástupce Branka Crvenkovského zvolen prezidentem země jako kandidát VMRO-DPMNE. V dubnu 2014 byl zvolen na druhé funkční období.